# Dark Wings of Steel
Dark Wings of Steel es el décimo álbum de estudio de la banda italiana de power metal sinfónico Rhapsody of Fire, lanzado el 22 de noviembre de 2013 en Europa y el 3 de diciembre de 2013 en EE. UU. a través de AFM Records. Después de varios cambios en la formación del anterior álbum From Chaos to Eternity de 2011, es el primer álbum de estudio de la banda sin contar con el guitarrista y miembro fundador Luca Turilli y el primero para el guitarrista Roberto De Micheli y el bajista Oliver Holzwarth.
Las letras de las canciones fueron escritas por Fabio Lione y la música por Alex Staropoli y su hermano Manuel Staropoli.
Alex Staropoli declaró :" Fabio a partir de ahora será el encargado de escribir las letras y creo que es muy importante para un cantante el poder escribir y cantar sus propias letras". También destacó a su hermano Manuel :"Yo sabía que mi hermano tenía mucho talento y él lo demostró con grandes canciones, a las cuales compuse sus arreglos, estoy muy orgulloso de él y de lo que podrá venir".
El avance del álbum fue lanzado el 11 de octubre de 2013. La nueva canción " Silver Lake Of Tears " fue lanzada de forma gratuita en YouTube el 4 de noviembre de 2013.

## Listado de canciones
Todas las letras escritas por Fabio Lione, toda la música compuesta por Alex Staropoli / Manuel Staropoli.

| N.º | Título                                                            | Duración |  |
| 1.  | «Vis Divina» (Fuerza Divina)                                      | 1:29     |  |
| 2.  | «Rising From Tragic Flames» (Alzándose Desde las Llamas Trágicas) | 6:16     |  |
| 3.  | «Angel of Light» (Ángel de Luz)                                   | 7:05     |  |
| 4.  | «Tears of Pain» (Lágrimas de Dolor)                               | 6:27     |  |
| 5.  | «Fly to Crystal Skies» (Vuela Hacia Cielos Cristalinos)           | 5:13     |  |
| 6.  | «My Sacrifice» (Mi Sacrificio)                                    | 8:05     |  |
| 7.  | «Silver Lake of Tears» (Lago Plateado de las Lágrimas)            | 5:00     |  |
| 8.  | «Custode di Pace» (Guardian de la Paz)                            | 5:07     |  |
| 9.  | «"A Tale of Magic"» (Un Relato de Magia)                          | 4:18     |  |
| 10. | «Dark Wings of Steel» (Alas Negras de Acero)                      | 5:51     |  |
| 11. | «Sad Mystic Moon» (Triste Luna Mística)                           | 4:37     |  |

Pista adicional versión extendida para LP & Digipak.
| N.º | Título                                       | Duración |  |
| 12. | «A Candle to Light» (Una Vela para Encender) | 6:56     |  |

## Formación
- Fabio Lione - Voz.
- Roberto De Micheli - Guitarras.
- Oliver Holzwarth - Bajo.
- Alex Holzwarth - Batería.
- Alex Staropoli - Teclados.